# 알프스-히말라야 조산대

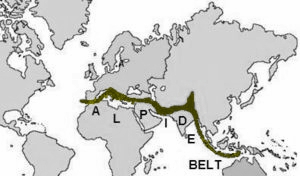
알프스-히말라야 조산대

남유럽부터 중동까지의 알프스-히말라야 조산대 서부의 지도

알프스-히말라야 조선대(영어: Alpide belt)는 유라시아의 남쪽 가장자리를 따라 뻗어있는 조산대이다. 조선대는 자와섬와 수마트라섬에서부터 히말라야산맥, 지중해를 거쳐 대서양에 이르고 알프스산맥, 카르파티아산맥, 아나톨리아와 이란, 힌두쿠시산맥, 히말라야산맥 및 동남아시아의 산맥들을 포함한다. 환태평양 조산대에 이어 세계에서 두 번째로 지진이 적은 지역으로서 전 세계의 대형 지진의 17%, 모든 지진의 5~6%가 이곳에서 발생한다.
알프스-히말라야 조산대는 북동쪽으로 향하는 아프리카판, 아라비아판이 인도판 및 유라시아판하는 과정에서 생성된 것이다.
인도네시아는 북동쪽의 섬들이 속한 환태평양 조산대와 뉴기니섬, 수마트라섬, 자바섬, 발리섬, 플로레스섬, 티모르섬을 포함하는 남부와 서부의 섬들이 속한 알프스-히말라야 조산대가 만나는 곳이다. 2004년 인도양 지진해일이 발생한 수마트라 해안도 알프스-히말라야 평양대에 위치한다.

## 같이 보기
- 환태평양 조산대